# バージニア・マクローリン

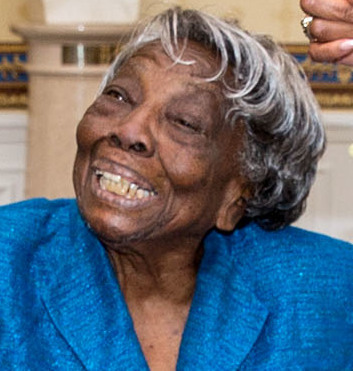
ホワイトハウスを訪れた際のマクラウリン（2016年）

バージニア・マクローリン（Virginia McLaurin、1909年3月12日? - 2022年11月14日）は、アメリカ合衆国のスーパーセンテナリアン。ワシントンD.C.在住の長寿の女性。

## 経歴
サウスカロライナ州チェラウ生まれ。幼い頃は両親と畑で働いた。
13歳で結婚し、その後、大移動によりニュージャージー州に移住、その後、夫が亡くなり1939年にワシントンD.C.に引っ越した。
メリーランド州シルバースプリングで針子として働きながら、クリーニング店を経営していた。
1980年代初頭からボランティア活動を行い、2013年にヴィンセント・C・グレー市長からボランティアコミュニティサービス賞を受賞。
2016年3月11日、20年間の学童への奉仕活動に対して大統領ボランティアサービス賞を受賞した

## 人物
亡くなった夫との間には2人の子供（1男1女）を儲けた。
バスケットボールチームハーレム・グローブトロッターズのファン。